# Годоймо
Apios fortunei, широко відомий як годо, годоймо, земляний горіх або картопляний боб, є бульбоутворюючим представником родини бобових.
Рослина являє собою багаторічну плетисту ліану. Листя яйцеподібні або ланцетні, перисті з 3-7 листочками, 3—7 сантиметрів (1,2—2,8 дюйм) завдовжки. Квітки білувато-зелені, іноді світло-жовті з червоно-фіолетовим краєм пелюсток або сірчано-зелені з рожевими пелюстками; вони утворюють псевдокисті або кінцеві волоті, 6—26 сантиметрів (2,4—10,2 дюйм) завдовжки. Плід — бобівка лінійна, 7–8 см завдовжки та 5—6 міліметрів (0,20—0,24 дюйм) завширшки.
Із хімічної точки зору бульби містять крохмаль як переважний вуглевод, а також меншу кількість сахарози та глюкози та майже не містять фруктози.
Батьківщиною виду є Східний Китай і Японія. У дикій природі часто трапляється біля струмків. Це один із трьох видів роду, який, як відомо, дає їстівні бульби, хоча зазвичай вважається невідкладним джерелом їжі, а також лікарською рослиною. Квіти ефектні і мають декоративний потенціал.